# Jördis Triebel

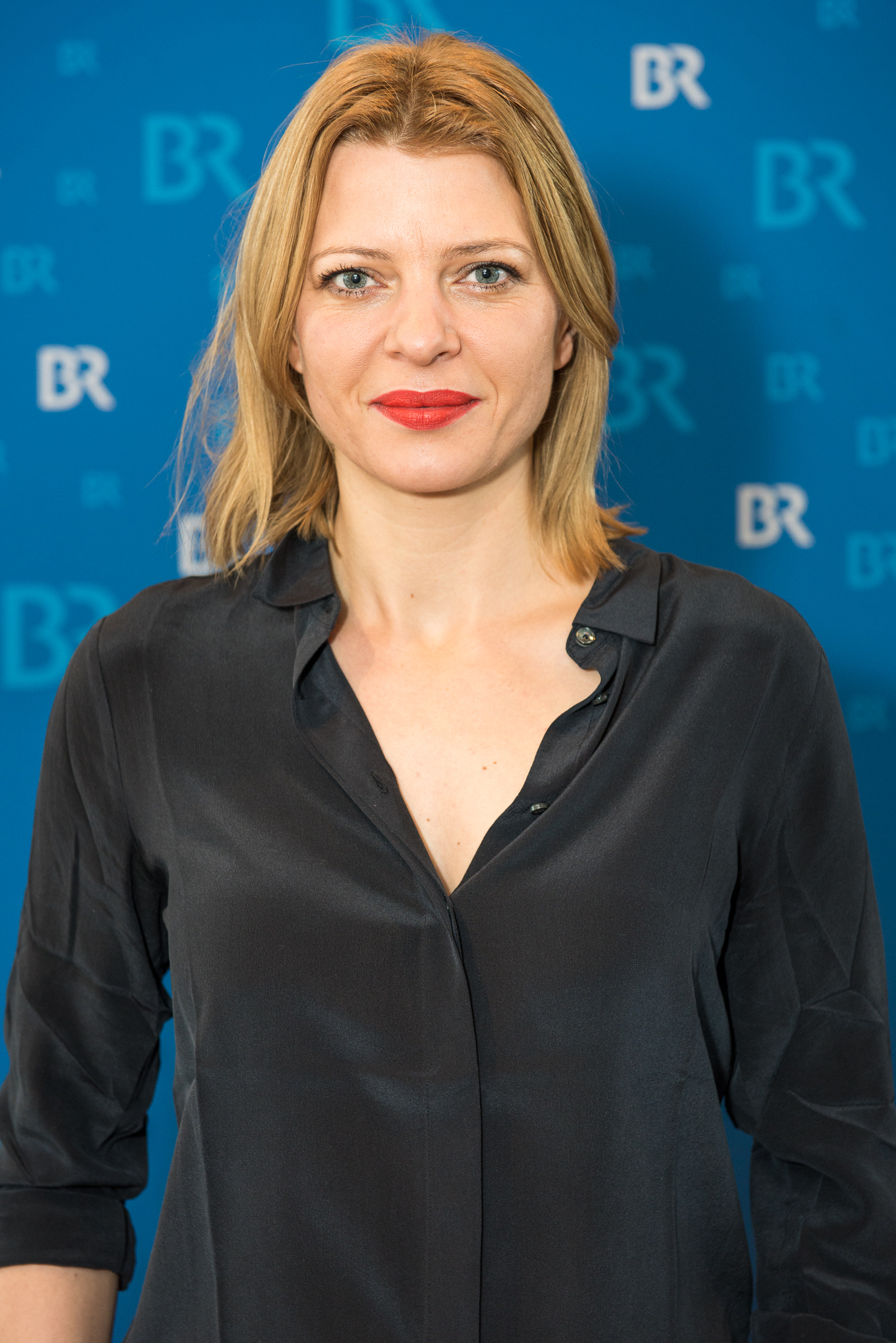
Jördis Triebel (2015)

Jördis Triebel (* 30. Oktober 1977 in Ost-Berlin) ist eine deutsche Schauspielerin.

## Leben
Jördis Triebel wurde in Berlin-Lichtenberg geboren und wuchs als zweitälteste von vier Schwestern im Berliner Ortsteil Prenzlauer Berg auf. Durch ihre Mutter, die vor der friedlichen Revolution Requisiteurin am damaligen Theater der Freundschaft (heute: Theater an der Parkaue) in Berlin-Lichtenberg war, kam sie frühzeitig mit dem Theater in Berührung und konnte bei Proben zuschauen. Von 1997 bis 2001 studierte sie Schauspiel an der Hochschule für Schauspielkunst „Ernst Busch“ Berlin. Nach ihrem Abschluss wurde sie 2001 Ensemblemitglied am Bremer Theater, dem sie bis 2004 angehörte. Dort wirkte sie unter anderem in den Inszenierungen von Henrik Ibsens Baumeister Solness, William Shakespeares Romeo und Julia und Hamlet und Mark Ravenhills Gestochen scharfe Polaroids mit.
2004/05 hatte Jördis Triebel ein Gastspiel am Schauspielhaus Zürich, wo sie in Arthur Schnitzlers Das weite Land auftrat; 2005/06 verkörperte sie am Schauspiel Köln in Europa für Anfänger „Italien“.
Nach einer Gastrolle in der Fernsehserie Wolffs Revier 2005 übernahm sie mit der Figur der eigenwilligen Schweinezüchterin Emma in Sven Taddickens Emmas Glück ihre erste Hauptrolle in einem Film, für die sie mehrfach preisgekrönt wurde und eine Nominierung für den Deutschen Filmpreis erhielt. Eine weitere Nominierung für den Deutschen Filmpreis erhielt sie für ihre Nebenrolle als Mutter in Sönke Wortmanns Die Päpstin (2009). Für die Hauptrolle in Christian Schwochows Spielfilm Westen wurde sie 2013 auf dem World Film Festival in Montreal als „Beste Darstellerin“ ausgezeichnet. 2015 spielte sie die Hauptrolle der „Tessa“ im Drama Ein Atem. Ab 2017 spielte sie als Schuldirektorin „Katharina Nielsen“ in der Mysteryserie Dark mit sowie als „Dr. Völcker“ in Babylon Berlin. Im Jahr 2023 wurde sie für ihre Nebenrolle der Gisela in In einem Land, das es nicht mehr gibt (2022) erneut mit dem Deutschen Filmpreis ausgezeichnet. Jördis Triebel ist eine der Erzählerinnen von 42 – Die Antwort auf fast alles, einem populärwissenschaftlichen Magazin auf arte.
Triebel lebt in Berlin-Friedrichshain. Sie hat zusammen mit dem Schauspieler Matthias Weidenhöfer zwei Söhne. 2014 trennte sich das Paar.

## Filmografie
- 2003: Lange Tage (Kurzfilm)
- 2005: Wolffs Revier: Herzblut
- 2006: Emmas Glück
- 2006: heteros nomos (Kurzfilm)
- 2006: Speed Dating (Kurzfilm)
- 2007–2010: KDD – Kriminaldauerdienst
- 2007: Frühstück mit einer Unbekannten
- 2007: Eine gute Mutter (Fernsehfilm)
- 2007: Der Kommissar und das Meer: Den du nicht siehst
- 2008: Anonyma – Eine Frau in Berlin
- 2008: Das Duo – Sterben statt erben
- 2008: Warten auf Angelina
- 2009: This Is Love
- 2009: Die Päpstin
- 2010: Die Friseuse
- 2010: Tatort: Am Ende des Tages
- 2011: Familiengeheimnisse
- 2011: Freilaufende Männer
- 2011: Ein guter Sommer
- 2012: Rosa Roth
- 2013: Meine Schwestern
- 2013: Westen
- 2013: Das Jerusalem-Syndrom
- 2013: Der fast perfekte Mann
- 2013: Wolfskinder
- 2015: Ich und Kaminski
- 2015: Blochin (Fernsehserie)
- 2015: Familienfest
- 2015: Ein Atem
- 2016: Die vierte Gewalt (Fernsehfilm)
- 2016: Robbi, Tobbi und das Fliewatüüt
- 2016: Terror – Ihr Urteil
- 2016: Dead Man Working
- 2016: Operation Zucker: Jagdgesellschaft
- 2017: Krieg (Alternativtitel: Fremder Feind)
- 2017–2020: Dark (Fernsehserie, 19 Folgen)
- 2017–2022: Babylon Berlin (Fernsehserie, 17 Folgen)
- 2018: Das schweigende Klassenzimmer
- 2018: Bad Banks (Fernsehserie, 7 Folgen)
- 2018: Weissensee (Fernsehserie, 6 Folgen)
- 2018: Idioten der Familie
- 2018: 25 km/h
- 2019: Vermisst in Berlin
- 2019: My Zoe
- 2019: Walpurgisnacht – Die Mädchen und der Tod
- 2019: Ein verhängnisvoller Plan (Fernsehfilm)
- 2019: Blochin – Das letzte Kapitel (Fernsehfilm)
- 2020: Warten auf’n Bus (Fernsehserie, 15 Folgen)
- 2021: Tatort: Borowski und die Angst der weißen Männer
- 2021: Mutter kündigt
- 2021: 3½ Stunden (Fernsehfilm)
- 2022: Die Kaiserin (Fernsehserie)
- 2022: In einem Land, das es nicht mehr gibt
- 2023: Die drei ??? – Erbe des Drachen
- 2023: Irgendwann werden wir uns alles erzählen
- 2023: Blood & Gold
- 2023: Das fliegende Klassenzimmer
- 2024: Blackout bei Wellmanns
- 2024: Micha denkt groß
- 2024: Hagen – Im Tal der Nibelungen
- 2025: Die drei ??? und der Karpatenhund
- 2025: Köln 75
- 2025: Marzahn Mon Amour
- 2025: Polizeiruf 110: Böse geboren

## Audioproduktionen
- 2002: Crazy Gary’s Mobile Disco von Gary Owen, Regie: Gottfried von Einem, Radio Bremen
- 2007: Die Patriotin von Thomas Martin nach einer Erzählung von Yukio Mishima, Regie: der Autor, Westdeutscher Rundfunk
- 2008: Tochter der Träume von Thomas Martin, Regie: der Autor, Westdeutscher Rundfunk
- 2011: Heute schon im Knast gewesen? – Über Straffälligenhilfe, Feature von Cordula Dickmeiß, Regie: die Autorin, Deutschlandradio Kultur
- 2013: Bello e impossibile oder Die Dohmsche Verführung von Joy Markert, Regie: Alexander Schuhmacher, Deutschlandradio Kultur
- 2013: Primetime von Oliver Bukowski, Regie: Alexander Schuhmacher, Deutschlandradio Kultur
- 2014: Das Tangotier oder Reibung erzeugt Wärme von Andra Joeckle, Regie: Alexander Schuhmacher, Deutschlandradio Kultur
- 2015: Wenn Piraten schlafen (Song) und Willi Wiberg will nicht schlafen (Audio-Geschichte), erschienen bei Various Artists – Gute Nacht Sterne (CD), Sony Music[3]
- 2018: Juli Zeh: Unterleuten – Regie: Judith Lorentz (NDR/rbb)
- 2022: Forever Club – Mystery-Hörspiel-Podcast von Jette Volland, Westdeutscher Rundfunk[4]

## Auszeichnungen
- 2002: Kurt-Hübner-Preis der Bremer Theaterfreunde e. V.
- 2006: Undine Award, Kategorie „Beste jugendliche Hauptdarstellerin in einem Kinospielfilm“ für die Hauptrolle in Emmas Glück, Baden, Österreich
- 2006: Förderpreis Deutscher Film, Kategorie „Darstellerin“ für die Hauptrolle in Emmas Glück, Filmfest München
- 2007: „Beste Darstellerin“ für die Hauptrolle in Emmas Glück, Festival International du Film d’Action et d’Aventure (L’Aventure Humaine) in Valenciennes
- 2011: Hessischer Fernsehpreis, Sonderpreis der Jury zusammen mit Andreas Schmidt und Devid Striesow für ihre Ensembleleistung in Ein guter Sommer
- 2012: Grimme-Preis für Ein guter Sommer
- 2013: „Beste Darstellerin“ beim World Film Festival in Montréal für Westen
- 2014: Deutscher Filmpreis für die Hauptrolle in Westen
- 2014: Günter Rohrbach Filmpreis – Preis des Oberbürgermeisters für ihre Rolle in Westen
- 2016: Deutscher Regiepreis Metropolis für ihre Darstellung in Ein Atem und Operation Zucker: Jagdgesellschaft
- 2023: Deutscher Filmpreis für die Nebenrolle in In einem Land, das es nicht mehr gibt